# Capitolio de Puerto Rico
El Capitolio de Puerto Rico, también conocido como la Casa de las Leyes, y coloquialmente referido como El Capitolio, es la sede de la asamblea legislativa, que se compone de la Cámara de Representantes y el Senado. Se ubica en la Avenida Juan Ponce de León en el sector de Puerta de Tierra, en la ciudad de San Juan, capital de Puerto Rico. 

## Fundación
La idea de construir un capitolio surge de Luis Muñoz Rivera (en aquel entonces miembro de la Cámara de Delegados, hoy Cámara de Representantes), en 1907. Este radicó un proyecto asignando $300,000.00 para el diseño e inicio de la construcción del edificio. El 17 de julio de 1925 se colocó la simbólica primera piedra, dando inicio a los trabajos de construcción. Finalmente, el 11 de febrero de 1929 se inaugura el Capitolio de Puerto Rico; celebrándose 3 días después la primera sesión legislativa.

## Dibujos arquitectónicos del Capitolio de Puerto Rico

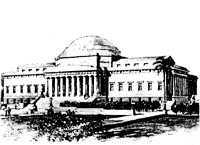
Diseño para el Capitolio de Puerto Rico por Frank Perkins, 1907

El Archivo de Arquitectura y Construcción de la Universidad de Puerto Rico (AACUPR) custodia la Colección Capitolio de Puerto Rico (1924-1926). Aproximadamente ocho pies cúbicos en volumen, la colección contiene dibujos arquitectónicos, fotografías y documentos texturales. Los dibujos originales, en tinta sobre tela, se produjeron bajo la supervisión del arquitecto puertorriqueño Rafael Carmoega, para el Departamento del Interior. Los 28 dibujos originales y 38 heliografías adelantan plantas, elevaciones, secciones y la distribución eléctrica y de plomería. Incluye además, una propuesta para jardines adyacentes al Capitolio por la firma Bennet, Parsons y Frost y litografías de algunas de las presentaciones sometidas al concurso para el diseño del edificio. La colección fue transferida al AACUPR por la Superintendencia del Capitolio en 1986.